# Hylaeus douglasi
Hylaeus douglasi är en biart som beskrevs av Michener 1965. Hylaeus douglasi ingår i släktet citronbin, och familjen korttungebin. Inga underarter finns listade i Catalogue of Life.

## Bildgalleri

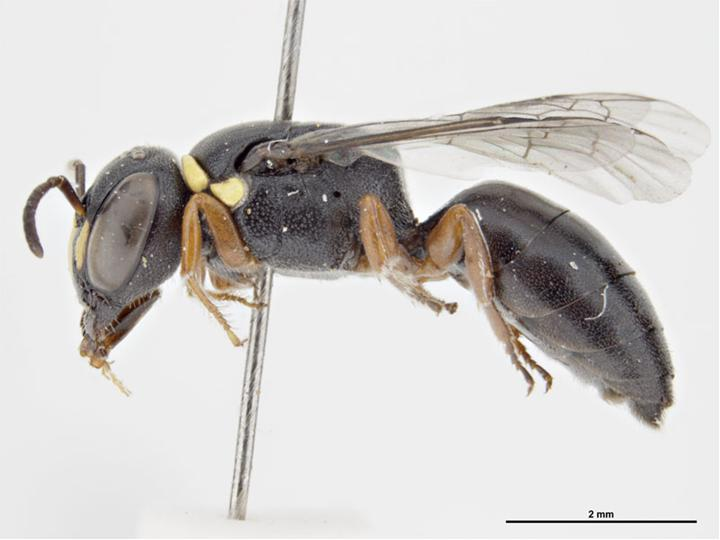
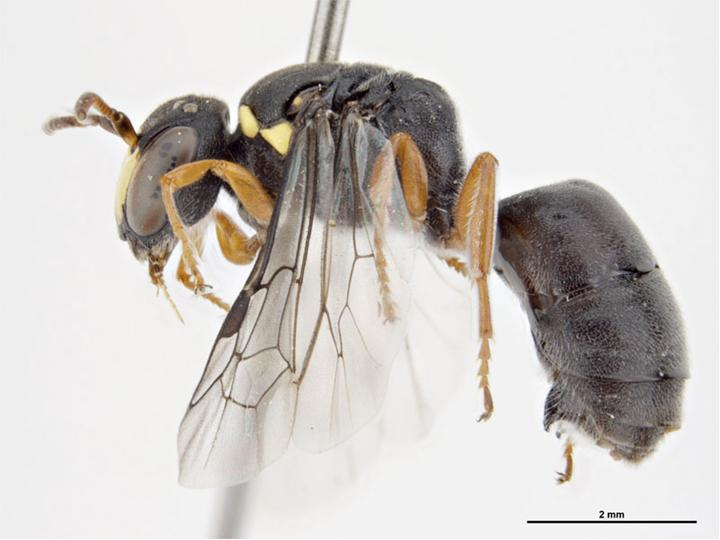